# Малоіванівка
Малоіва́нівка — село в Україні, у Алчевській міській громаді, Алчевського району Луганської області.
Населення становить 988 осіб. До 2020 орган місцевого самоврядування — Малоіванівська сільська рада. 
Знаходиться на тимчасово окупованій території України. 

## Історія
Село засновано в кінці XVIII століття під назвою Чорногорівка — за іменем власника збудованої тут винокурні. Після переходу власності до його молодшого сина Івана село змінило назву на Малоіванівка.
За даними на 1859 рік у власницькому селі Мало-Іванівка (Чорногорівка) Слов'яносербського повіту Катеринославської губернії мешкало 900 осіб (460 чоловіків та 440 жінок), налічувалось 129 дворових господарств, існував завод.
Станом на 1886 рік в селі Адріанопільської волості мешкало 1093 особи, налічувався 171 двір, існувала лавка.
Село постраждало внаслідок геноциду українського народу, вчиненого урядом СРСР у 1932—1933 роках, кількість встановлених жертв — 135 людей.
У лютому 1943 року на території села пройшли кровопролитні бої 7-го гвардійського кавалерійського корпусу з підрозділами Вермахту. Зі 157 жителів села, що воювали у Другій світовій війні, 61 людина загинула. 116 учасників війни нагороджені орденами й медалями Радянського Союзу.
12 червня 2020 року, відповідно до Розпорядження Кабінету Міністрів України  № 717-р «Про визначення адміністративних центрів та затвердження територій територіальних громад Луганської області», увійшло до складу Алчевської міської громади.
17 липня 2020 року, в результаті адміністративно-територіальної реформи та ліквідації Перевальського району увійшло до складу Алчевського району.

## Населення
Згідно з переписом УРСР 1989 року чисельність наявного населення села становила 1333 особи, з яких 642 чоловіки та 691 жінка.
За переписом населення України 2001 року в селі мешкало 985 осіб.

### Мова
Розподіл населення за рідною мовою за даними перепису 2001 року:
| Мова       | Відсоток |
| ---------- | -------- |
| українська | 96,86 %  |
| російська  | 3,14 %   |

## Пам'ятки
У селі встановлені пам'ятник червоноармійцям, загиблим у роки громадянської війни і пам'ятник радянським воїнам, полеглим у боях за визволення села від німецьких окупантів.
Поблизу села розташований загальнозоологічний заказник місцевого значення «Перевальський».